# Melanarga
Melanarga (gr. Μελάναργα, tur. Adaçay) – wieś na Cyprze, w dystrykcie Famagusta. De facto znajduje się pod kontrolą Tureckiej Republiki Cypru Północnego.